# Chris Pappas
Pour les articles homonymes, voir Pappas et Christopher Pappas (Afrique du Sud).
Christopher Charles Pappas, dit Chris Pappas, né le 4 juin 1980 à Manchester (New Hampshire), est un homme politique américain, membre du Parti démocrate et élu du New Hampshire à la Chambre des représentants des États-Unis depuis 2019.

## Biographie
Chris Pappas naît et grandit à Manchester dans le New Hampshire. Diplômé de Harvard, il dirige un célèbre restaurant de Manchester, le Puritan Backroom, fondé en 1917 par son grand-père.
Après avoir servi à la Chambre des représentants du New Hampshire, où il est élu en 2002 et réélu en 2004, Pappas est élu pour deux mandats trésorier du comté de Hillsborough. En 2010, il est battu par le républicain Bob Burns. En 2012, il est élu au conseil exécutif du New Hampshire (en) face à Burns. Il est réélu en 2014 (contre Burns) puis en 2016 (face au conseiller municipal de Manchester Joseph Kelly Levasseur). Au conseil, il représente Manchester et 18 autres municipalités.
En novembre 2017, Pappas annonce sa candidature à la Chambre des représentants des États-Unis dans le 1er district du New Hampshire, où la démocrate Carol Shea-Porter ne se représente pas. Connu des électeurs et soutenu par l'establishment du parti, il devient alors le favori de la primaire. Le 11 septembre 2018, il remporte la primaire démocrate avec environ 42 % des voix, battant ainsi dix autres candidats dont Maura Sullivan (une vétéran qui lève davantage de fonds, 30 %) et le fils de Bernie Sanders (Levi Sanders, 2 %). Dans une circonscription qui a voté de justesse pour Donald Trump en 2016 et qui ne cesse de basculer entre républicains et démocrates, l'élection s'annonce serrée face au républicain Eddie Edwards. Lors de l'élection du 6 novembre, Pappas est élu représentant avec 53,5 % des voix contre 45 % pour Edwards. Il devient le premier homosexuel à représenter le New Hampshire au Congrès des États-Unis,.
Il est réélu pour un second mandat à la Chambre lors des élections de novembre contre Matt Mowers, candidat républicain soutenu par Donald Trump. En décembre, il fait partie des six démocrates à s'opposer à une proposition de loi visant à légaliser le cannabis au niveau fédéral.
Candidat à sa réélection en 2022, il est réélu pour un troisième mandat contre la républicaine Karoline Leavitt, ancienne membre de l'équipe de presse de Donald Trump lors de sa première présidence.
En novembre 2024, il est réélu pour un quatrième mandat au Congrès contre le républicain Russell Prescott.
Le 3 avril 2025, il annonce sa candidature aux élections sénatoriales de 2026 pour le siège de la démocrate Jeanne Shaheen, qui ne se représente pas.